# Paulina Maciuszek
Paulina Maciuszek, född 3 september 1985 i Rabka-Zdrój, är en polsk längdskidåkare. Maciuszek har tävlat i världscupen sedan 2004.